# Antalaha
Antalaha est une ville et commune urbaine de la côte nord-est de Madagascar. Elle est le chef-lieu du district d'Antalaha, dans la région Sava, elle même dans la province d'Antsiranana.

## Géographie

### Localisation
Antalaha est situé à 6 mètres au-dessus de la mer, avec un sommet qui culmine à 80 m (correspondant à la montagne de la Table appelée « Radar » par la population).[réf. nécessaire]

### Climat
Température moyenne annuelle de 25,25 °C. La période la plus chaude (d’octobre à avril), est estimée en moyenne à 26 °C, cette période est caractérisée par des pluies abondantes et des températures élevées. Mais le mois le plus chaud (en moyenne 27 °C) est le mois de février. La période la moins chaude, dite saison sèche (de mai à septembre) présente une température moyenne de 22,7 °C, le vent d’Alizé apporte la masse d’air humide, ainsi que la persistance de pluies fines qui caractérise cette période. Toutefois, le mois le plus sec est celui d’octobre.[réf. nécessaire]
Le Varatraza (le vent d’est) prédomine dans la région d’Antalaha et la période cyclonique s'étend de janvier à mars.

### Toponymie
L'origine du nom de la ville vient des deux arbres qui s'appelaient "Anta Vavy" et "Anta lahy". "Anta Vavy" n'a pas survécu, le nom de la ville Antalaha vient de l'arbre qui a survécu.[réf. nécessaire]

## Histoire
Antalaha :La population d’Antalaha est essentiellement composé de Betsimisaraka, l’ethnie de la côte Nord-Est de Madagascar, suivie des Tsimihety (ethnie qui peuple le centre Nord de Madagascar) et des Antaimoro (ethnie qui vient du Sud-Est de Madagascar).[réf. nécessaire]

## Démographie
La population est estimée à environ 34 112 habitants en 2004.

## Économie
Antalaha est principalement connue pour sa production de vanille. Elle ne s'est développée qu'une fois la colonisation française achevée avec l'introduction de la culture de la vanille et la construction d'un port. Depuis le milieu du XXe siècle, par cette ville transite plus de 50 % de la production mondiale de vanille[réf. nécessaire]. C'est à proximité de cette ville que l'ORSTOM, dans les années 1970, a effectué les premiers essais de vanille synthétique.
La ville abrite des chantiers de fabrication de boutre.
Elle sert de base de départ vers Maroantsetra à travers le parc national de Masoala.